# Cour Vendôme
Cour Vendôme är en gata i Quartier de la Place-Vendôme i Paris första arrondissement. Cour Vendôme, som är uppkallad efter Place Vendôme, börjar vid Rue Saint-Honoré 362 och slutar vid Place Vendôme 7.

## Omgivningar
- Notre-Dame-de-l'Assomption
- Église de la Madeleine
- L'Opéra Garnier

## Bilder
| - Gatuskylt. - Ingången vid Place Vendôme. - Notre-Dame-de-l'Assomption. |

## Kommunikationer
- Tunnelbana – Madeleine